# Serbische epische Dichtung
Die serbische epische Dichtung ist eine Form der oral tradierten Heldendichtungen in überwiegend serbisch wie sowohl kroatisch besiedelten Regionen Südosteuropas, die aber auch stark nach Albanien und Bulgarien gewirkt haben. Stilmittel, Narration, Themen, die formularischen poetischen Elemente, wie die der slawischen Antithese dieser reinen Volksdichtung wurden von den Barden der Epen der ehemals feudalen Bugarštice übernommen. Diese höfische Dichtung war ursprünglich im aristokratischen Umfeld des serbischen Reiches verbreitet. Mit der Emigration der Aristokratie und der Barden in die nicht von den Osmanen eroberten angrenzenden Länder entwickelte sich in der patriarchalischen Milieu des im Einfluss der Osmanen verbliebenen christlichen Slawen und unter Nutzung der Sprache des Dorfes und Landes aus diesem alten poetischen Substrat die eigentliche Serbische Heldenepik, die über die sogenannten Frauenlieder eine lyrische Erweiterung zu Themen der sozialen gesellschaftlichen Ordnung in der patriarchalischen bäuerlichen Gesellschaft der Clans insbesondere im Herzland der Volksepik im heutigen geographischen Raum zwischen Montenegro und der Herzegowina erfuhr.
Während die serbische epische Dichtung immer aus acht bis zehn Silben aufgebaut ist, war für die Bugarštice der Langvers mit 14 bis 16 Silben charakteristisch. Auch die Anfügung einer Verszeile eines Refrains ist nur für letztere gegeben. Beide poetischen Stile sind zwar inhaltlich verwandt, haben eine ähnliche Motiv- und Sprachwahl und werden aus Versen ohne Reimung gebildet, jedoch erfuhr die Volksdichtung durch ihre Verbundenheit zur Lebenswelt und der lebendigen Volkssprache eine künstlerisch höhere Reifung und nachhaltige Rezeption, deren Dauer vom 15. bis zur ersten Hälfte des 20. Jahrhunderts eigentümlich lang vordauerte. Der serbische Heldenepik kam als einem wesentlichen Träger der nationalen Identifikation, Sprache und Kultur eine gesellschaftliche Relevanz zu, in der sie auch zu historischen Bezügen ein wichtiges poetisches Medium stellte und in den von den Osmanen beherrschten ehemals christlichen Gebieten den Widerstand gegen die Fremdherrschaft über Jahrhunderte wachhielt. Dabei vermeiden die epischen Gesänge jedoch immer eine Schwarz-Weiß-Maskierung und die Heroen der Lieder sind vielfach als Antihelden skizziert (Fürst Lazar, Vuk Branković, Kraljević Marko). Auch wird den osmanischen Widersachern eine hohe Wertschätzung gegeben, die beispielhaft im Heldenlied aus dem Zyklus des Kraljević Marko Marko und Musa Kesedžija als Marko im albanischen Outlaw Mina einen nicht nur ebenbürtigen Widersacher, sondern einen stärkeren Helden als er selbst trifft.
Über die kulturgeschichtlich nicht hoch genug anzuerkennende Arbeit des autodidaktischen Sprachreformers, Philologen und Volksliedforschers Vuk Karadžić und der essentiellen Förderung seiner Aufzeichnungen und Übersetzung der serbo-kroatischen Volksepik durch einen engeren Zirkel im literarisch einflussreichen Dichterkreis, sowie anerkannten slawischen Philologen im Zeitalter der deutschen Romantik durch Jernej Kopitar, Joseph Dobrovský, Jacob Grimm, Clemens Brentano, Talvj und Johann Wolfgang Goethe wurde diese Gattung zum Bestandteil der Weltliteratur gehoben und auch weitläufig beim Lesepublikum rezipiert. Aus den prominenten deutschen Übersetzungen wurden diese bald ins Französische, Russische, Englische und Polnische übertragen, die eine weite europäische Verbreitung der Epen ermöglichten. Mit Prosper Mérimée, Alexander Puschkin, Walter Scott und Adam Mickiewicz übersetzten die in ihren Ländern maßgebliche Dichter die serbischen Volksepen.

## Poetische Elemente
Im heroischen Ton der Epen, seiner vielfältigen, oft auch drastischen Metaphorik zur Natur und christlicher Allegorik, sowie einer erdverbundenen Narration und in der Vermittlung zentraler historischer Ereignisse durch die Herausbildung wesentlicher Heldenfiguren finden sich vielfältige Wesensmerkmale der Helden- und Volksepik. Historische Überlieferung wird in ihnen mit mythischen, christlichen und volkstümlichen Elementen zur Geschichte verbunden, die mit hoher Virtuosität künstlerisch gestaltet ist. Damit sind viele Lieder durch Dichtung und Wahrheit gleichsam verbunden.
Das Metrum der Heldenlieder folgen dem tradierten trochäischen Zehnsilber (deseterac), mit einer Zäsur nach der vierten Silbe. Der tradierten Vortragsweise entsprechend enthalten die Lieder zahlreiche Anaphern; für die epische Narration ist eine allgemeine Bildhaftigkeit charakteristisch: Unter anderem kennzeichnet die Farbe Weiß Vila (übernatürliche Wesen) und die Kirchen und Häuser; sowie charakteristische Wortverbindungen. Eine der wesentlichen poetischen Figuren jedes Liedes ist insbesondere die Antithese.

## Geschichte und Rezeption

### Bugarštice
Die früheste Aufzeichnung eines Fragmentes einer Bugarštice wurde 1497 in der italienischen Stadt Gioia del Colle anlässlich des Besuches der Königin von Neapel Isabella del Balzo am 31. Mai 1497 vom italienischen Hofdichter Rogeri di Pacienzia in der epischen Hofdichtung Lo Balzino notiert. Diese wurde dort von einer Kolonie slawischer Emigranten zu Tanz und Musik vorgetragen und ist in der Gruppe der sogenannten Despoten-Epen, einem Korpus der Nach-Kosovo-Zyklen, in der das historische Ereignis der Gefangennahme von Janos Hunyadi durch Đurađ Branković thematisiert wurde, einzuordnen:

'Orao se vijaše nad gradom Smederevom.
Nitkore ne ćaše s njime govoriti,
nego Janko vojvoda govoraše iz tamnice:
'Molim ti se, orle, sidi malo niže
da s tobome progovoru: Bogom te brata imaju
pođi do smederevske [gospode] da s'mole
slavnome despotu da m'otpusti iz tamnice smederevske;;
i ako mi Bog pomože i slavni depot pusti
iz smederevske tamnice, ja te ću napitati
črvene krvce turečke, beloga tela viteškoga

An eagle hovered over the city of Smederevo,
No one wanted to speak to the eagle,
But Janko the Duke spoke from the gaol:
'Eagle, come down a little, I beg you,
I want to speak to you; brother-in-God,
Go to the [lords] of Smederevo, let them beg
The glorious Despot to free me from Smederevo gaol;
And if God helps me, if the glorious Despot frees me
From Smederevo gaol, then I will feed you
On red blood of Turks and white bodies of knights

Schon ein halbes Jahrhundert später wurde 1555 durch den kroatischen Dichter Petar Hektorović das bedeutendste epische Werk der Gattung in einer Aufschrift einer Rezitation nach sogenannter „Serbischer Manier“ des Fischers Paskoje Debelja während einer Bootsfahrt auf der Insel Hvar gemacht. Marko Kraljević und sein Bruder Andrijaš ist dabei die klassische Erzählung des Brudermordes, die wie spätere zehnsilbige Epen mit einer formelartigen Phrase eröffnet wird: Two poor men were good friends for a long time ('Dva mi sta siromaha dugo vrime drugovala'), diese wird im Weiteren zur slawischen Antithese ausgebaut.
Die Bugarštice 'Marko Kraljević und sein Bruder Andrijaš' enthält einige traditionelle formalistische Ausdrücke, manche davon sind nur für Bugarštice, manche sowohl für Bugarštice, wie die zehsilbigen Epen gleichsam charakteristisch. Im Vortrag, der im Standard der ijekavischen Mundart rezitiert wurde, ist aufgrund der Herkunft der Dichtung die Nutzung ekavischer Ausdrücke auffallend. In der eigenen Prosa von Hektorović fallen dagegen keine Ekavismen auf, er hat diese aber für die Bugarštice notiert. Einige sprachhistorische Elemente im "Marko Kraljević und sein Bruder Andrijaš" wurden seit Mitte des 15. Jahrhunderts nicht mehr genutzt, damit wird eine Entstehung dieser Dichtung auf Ende des 14. Jahrhunderts oder Anfang des 15. Jahrhunderts datiert.

Brother, my dear, I beg one thing of you,
Do not pull your sword out of my heart,
O brother, O my dear;
Until I say two or three words to you.
When you come to our hero mother, Marko, Prince,
Do not give our mother a crooked share,
Give her my share too, Marko, Prince,
To our mother, my brother,
For she will get no more sharing from me.
And if our mother should ask you
Sir Marko:
"My son, why is your sword running with blood?"
Do not tell her the whole of the truth,
O my brother, O my dear,
Do not let our mother be distressed,
Say these words to our hero mother:
"My mother, my darling, a quiet deer
Would not step out of my road,
Hero mother,
Neither he from me, my mother, my darling
Nor I from him.
I stood my ground and drew my hero sword,
And struck into the quiet deer's heart.
And when I looked and saw thar quiet deer
While his soul parted from him on the road,
I loved the quiet deer linke my brother,
The quiet deer,
If he came back I would not murder him."
And when our mother presses you and asks:
"Where is your brother Andrijaš, my Prince?"
Then do not tell the truth to our mother,
Say: "The hero stayed in a foreign land,
My mother, my darling.
For love he cannot leave that land,
Andrijaš
In that land he has kissed a fine-dressed girl.
And ever sinnce he kissed that fine-dressed girl,
He comes no longer to the wars with me,
And he has given him herbs I do not know,
And the wine of forgetting to the hero,
That fine-dressed girl.
Do not expect him soon, mother, my dear."
When pirates drop on you in black forest,
Do not fear them, my brother, my dear,
Cry out to Andrijaš to your brother,
Though you will call in vain to me, brother,
When they hear you call my name,
The cursed pirates,
Heroes will scatter from before your face,
As they have always scattered, my brother,
Whenever they have heard you call my name.
And may your beloved companions see
That you murdered your brother without cause'

Der Held der Erzählung, Marko Kraljević, tauchte dabei in legendärer Form erstmals 1427 im Geschichtswerk "Život despota Stafana Lazarevića" von Konstantin Kostenezki in der Passage zur Schlacht von Rovine auf, als er darin mit den Worten: "Ich...bete zu Gott das er den Christen hilft, selbst wenn ich als erster getötet werde" zitiert wird. Marko Kraljevićs duale Persönlichkeit wird hier schon illustriert. Einerseits ist er als Vasall des osmanischen Sultans zur physischen Unterstützung der Osmanen gezwungen, andererseits bleibt er eine heroische Figur, die durch seine spirituelle Unabhängigkeit Ausdruck findet.

## Herausbildung der Lieder
Hauptthema sind historische Ereignisse der Geschichte des (groß-)serbischen Reiches, die Schlacht auf dem Amselfeld, der Marko-Kraljević-Zyklus, die Geschichte der Despoten, Haiducken und Grenzkrieger, sowie allgemeine Themen zur sozialen Ordnung in Familien und Clans der dinarischen Slawen unter dem osmanischen Primat.

### Korpus
Der Korpus der serbischen epischen Dichtung wird in Zyklen unterteilt.
- der nichthistorische Zyklus: Lieder über Ereignisse, für die es keine historische Beweise gibt, dass sie je stattgefunden haben
- der Vor-Kosovo-Zyklus: Lieder über Ereignisse vor der Amselfeld-Schlacht
- der Kosovo-Zyklus: Lieder über die Schlacht am Amselfeld
- der Post-Kosovo-Zyklus: Lieder über die Ereignisse nach der Schlacht
- die Marko-Kraljević-Heldensage um den Königssohn Marko
- der Hajduken-Zyklus
- der Uskoken-Zyklus
- Lieder über die Befreiung Serbiens
- Lieder über die Befreiung Montenegros